# Uroxys boneti
Uroxys boneti är en skalbaggsart som beskrevs av Guido Pereira och Halffter 1961. Uroxys boneti ingår i släktet Uroxys och familjen bladhorningar. Inga underarter finns listade i Catalogue of Life.